# Кишек, Павел
Павел Кишек (пол. Paweł Kieszek; польское произношение: [pavɛu̯ ˈkʲɛʂɛk]; род. 16 апреля 1984, Варшава) — польский футболист, вратарь португальского клуба «Униан Лейрия».

## Клубная карьера
Родился в Варшаве. Начал профессиональную карьеру в составе «Полонии». В 2006 году был арендован греческим клубом «Эгалео», во течение арендного соглашения, «Полония» вылетела в первую лигу, Кишек из-за травмы пропустил большинство игр. 
В 2007 году на правах свободного агента перешел в «Брагу», но не смог закрепиться в стартовом составе. Дебютировал в Лиге Европы УЕФА против бременского «Вердера» (матч окончился победой немцев 0:1). В 2009 был арендован «Виторией» Сетубал.
После перешел в «Порту», где сыграл лишь один матч. В сезоне 2011/20112 был отдан в аренду в нидерландский клуб «Рода», где стал основным игроком. После возвращения из аренды был продан в «Виторию». 16 июня 2014 подписал двухгодичный контракт с португальским клубом «Эшторил».
13 июля 2016 перешел в клуб из испанской Сегунды «Кордову», но 31 августа разорвал контракт с клубом из-за их финансовых проблем и перешел в «Малагу».
12 июля 2019 года вернулся в клуб «Риу Аве». В 2021 году стал игроком футбольного клуба «Висла» из города Краков.

## Карьера в сборной
Сыграл один матч за молодежную сборную Польши до 20 лет.